# Kapitan Hornblower
Kapitan Hornblower (ang. Captain Horatio Hornblower) – brytyjski wojenny film przygodowo-kostiumowy z 1951 w reżyserii Raoula Walsha z Gregorym Peckiem i Virginią Mayo w rolach głównych. Ekranizacja trzech powieści C.S. Forestera o przygodach fikcyjnego oficera Royal Navy z okresu wojen napoleońskich, Horatio Hornblowera – Szczęśliwy powrót  (1937), Okręt liniowy (1938) i Z podniesioną banderą (1938).

## Obsada
- Gregory Peck – kapitan Horatio Hornblower
- Virginia Mayo – Lady Barbara Wellesley
- Robert Beatty – pierwszy porucznik William Bush
- Terence Morgan – podporucznik Gerard, oficer artylerii na Lydii
- Moultrie Kelsall – podporucznik Crystal, nawigator na Lydii
- James Kenney – Midshipman Longley
- James Robertson Justice – Seaman Quist
- Denis O’Dea – Rear Admiral Sir Rodney 'Mucho Pomposo' Leighton
- Richard Hearne – Polwheal
- Michael J. Dolan – Surgeon Gundarson
- Stanley Baker – Mr. Harrison
- Alec Mango – El Supremo / Don Julian Alvarado
- Christopher Lee – hiszpański kapitan Natividad
- Diane Cilento – głos żony Hornblowera, Marii

## Produkcja
Prawa do ekranizacji trzech powieści Forestera zakupiło studio Warner Bros., gdzie w tytułowej roli miał wystąpić Errol Flynn. Jednak z powodu słabych wyników finansowych filmu aktora Adventures of Don Juan (1948) oraz jego wieku, zdecydowano się na Gregory’ego Pecka. W głównej roli żeńskiej wystąpiła Virginia Mayo, choć osobistym wyborem Pecka była Margaret Leighton.
Film został nakręcony w studiu w Rye na terenie Wielkiej Brytanii, na statku HMS Victory a także na francuskiej Riwierze i w miejscowości Villefranche-sur-Mer.

## Wydanie i recepcja
Film swą ogólnoświatową premierę miał w Warner Theatre w Londynie, w obecności księżniczki Małgorzaty. Zarobił niespełna 3 miliony dolarów na terenie Stanów Zjednoczonych.